# Uroxys gatunensis
Uroxys gatunensis är en skalbaggsart som beskrevs av Henry Fuller Howden och Young 1981. Uroxys gatunensis ingår i släktet Uroxys och familjen bladhorningar. Inga underarter finns listade i Catalogue of Life.